# Val Dois
La Val Dois è una valle alpina del gruppo dell'Adamello, sussidiaria della Val Paghera di Ceto, a sua volta tributaria laterale orientale della Val Camonica.
Il suo imbocco è a circa 1210 metri di quota, presso le Case di Val Paghera, e prosegue in direzione Nord-nord-est fino a raggiungere in testata il Passo Dernal a 2574 m s.l.m.
È percorsa da un torrente che confluisce nella Palobbia e contiene il Lago delle Pile.
È attraversata interamente dal segnavia 37 che porta sino al rifugio Maria e Franco, presso il Passo Dernal.